# Мыс Трафальгар
«Мыс Трафальгар» (исп. Cabo Trafalgar) — повесть Артуро Переса-Реверте, вышедшая 13 октября 2004 года в издательстве Alfaguara.

## Сюжет
Повесть посвящена одному из самых интересных исторических событий — Трафальгарской битве, произошедшей 21 октября 1805 года. Показаны все маневры кораблей. Повесть сопровождается схемами, где указано расположение каждого корабля. Если для англичан этот день — страница славы и величия воинской доблести, то для союзников, Испании и Франции — это чёрный день скорби и траура. Хотя союзники в этот день и проиграли, их доблесть была равна мужеству английских моряков.
В повести рассказывается, что происходило у мыса Трафальгар, начиная с обнаружения противниками друг друга. Во время долгой битвы с двумя, а затем тремя безымянными английскими кораблями испанский парусник «Антилья» приходит в ужасное состояние. Перебит весь командный состав. Потерян весь рангоут. Англичане не в лучшем состоянии. Из шпигатов кораблей рекой льётся кровь. Незадолго до гибели «Антильи» один из матросов-испанцев, Николас Маррахо Санчес, немногий из оставшихся в живых, держит в руках испанский флаг, поскольку рангоута, чтобы поднять его, просто нет. Англичане прекращают стрельбу, и, построившись на палубе, кричат ему «ура».
Повесть заканчивается вымышленным рапортом капитана разведывательного тендера Луи Келеннека, в котором рассказывается о судьбе кораблей, оставшихся на плаву после сражения. Начался шторм, и корпуса многих кораблей усеяли материковый берег Испании.
Единственная вольность, которую себе позволил автор (как он сам пишет в послесловии) — это появление в составе союзной эскадры испанского парусника «Антилья», под командованием капитана первого ранга дона Карлоса де ла Роча-и-Окендо. Ни такого корабля, ни такого капитана в действительности не существовало. Нет этого корабля и в диспозиции, приведённой в повести.